# Marcus Terentius Varro Lucullus
Marcus Terentius Varro Lucullus (n. ca. 116 î.Hr.- d. 56 î.Hr.) a fost un general și om politic din Republica Romană. A fost implicat în luptele contra lui Spartacus.

## Vezi și
- Răscoala lui Spartacus

## Izvoare documentare
- Appian, Bürgerkriege 1,92 și 120
- Plutarch, Lucullus 1,37 și 43
- Salustiu, Historiae 4,18-19